# Hatteriowate
Hatteriowate, hatterie, tuatary (Sphenodontidae) – rodzina gadów, do której zaliczany jest rodzaj Sphenodon, obejmujący dwa gatunki żyjące współcześnie, oraz liczne rodzaje wymarłe, takie jak Planocephalosaurus, Brachyrhinodon, czy Polysphenodon. Przedstawiciele niektórych rodzajów mezozoicznych hatteriowatych, np. Clevosaurus, występowali na całym świecie
Hatteriowate pojawiły się na Ziemi ok. 225 mln lat temu, a wymarły – z wyjątkiem Sphenodon spp., żyjących obecnie tylko na Nowej Zelandii – ok. 60 mln lat temu. Mają niewidoczne zewnętrzne otwory  uszne i charakterystyczne uzębienie.